# Gabriele Meyer (Pflegewissenschaftlerin)
Gabriele Meyer (* 1966) ist eine deutsche Gesundheits- und Pflegewissenschaftlerin und Hochschullehrerin.

## Beruflicher Lebenslauf
Nach der Ausbildung zur Krankenschwester mit anschließender mehrjähriger Berufstätigkeit studierte Gabriele Meyer Gesundheitswissenschaften und Germanistik an der Universität Hamburg. Nach dem Ersten Staatsexamen für das Lehramt Oberstufe–Berufliche Schulen war sie von 1999 bis 2006 wissenschaftliche Mitarbeiterin im Bereich Gesundheitswissenschaften (Leitung: Ingrid Mühlhauser) der MIN-Fakultät der Universität Hamburg. 2004 wurde sie dort mit der Dissertation „Evidenz-basierte präventive Interventionen in der Pflege und Gesundheitsversorgung“ zum Dr. phil. promoviert. Von 2006 bis 2008 hatte Gabriele Meyer an der Universität Bremen eine Juniorprofessur für Pflegewissenschaft mit dem Schwerpunkt theoretische Grundlagen und klinische Pflegeforschung inne, von 2008 bis 2013 an der Universität Witten/Herdecke die Professur für Klinische Pflegeforschung.
Seit 2013 ist Gabriele Meyer Inhaberin der Professur für Gesundheits- und Pflegewissenschaft an der Martin-Luther-Universität Halle-Wittenberg und Leiterin des Instituts für Gesundheits-, Hebammen- und Pflegewissenschaft der Medizinischen Fakultät Halle. Von März 2013 bis März 2015 war sie Vorsitzende des Deutschen Netzwerks Evidenzbasierte Medizin (DNEbM).
Gabriele Meyer ist seit 2016 Editor-in-Chief der Zeitschrift für Evidenz, Fortbildung und Qualität im Gesundheitswesen (ZEFQ). Von 2015 bis 2023 war sie Mitglied im Sachverständigenrat zur Begutachtung der Entwicklung im Gesundheitswesen. Von 2016 bis 2018 war sie Mitglied des Deutschen Ethikrates. Von März 2013 bis März 2015 war sie Vorsitzende des Deutschen Netzwerks Evidenzbasierte Medizin (DNEbM) und von 2018 bis 2024 war sie Präsidentin der European Academy of Nursing Science (EANS). Im März 2024 wurde sie in den Expertenrat Gesundheit und Resilienz berufen, von dem sie sich aber vor der Veröffentlichung dessen 4. Stellungnahme zur Prävention, die vom Netzwerk Evidenzbasierte Medizin deutlich kritisiert wurde, zurückzog.
Im Mai 2022 wurde Gabriele Meyer die Ehrendoktorwürde (Dr. h. c.) der Universität Turku in Finnland verliehen. Sie wurde im Juli 2022 in der 8. Michael Berger-Gedächtnis-Vorlesung an der Heinrich-Heine-Universität Düsseldorf geehrt.

## Mitarbeit in wissenschaftlichen Gremien und Zeitschriften
- Mitglied im Scientific Advisory Board des Einstein Center Population Diversity, Charité – Universitätsmedizin Berlin
- Kommissionsmitglied der Regierungskommission „Pandemievorsorge“ des Landes Sachsen-Anhalt (bis 2025)
- Mitglied der Ständigen Senatskommission für Grundsatzfragen in der Klinischen Forschung der DFG
- Mitglied im Fachkollegium Medizin der Deutschen Forschungsgemeinschaft (DFG)[9]
- Mitglied im Vorstand der Deutschen Gesellschaft für Pflegewissenschaft[10]
- Mitglied im Direktorium des Interdisziplinären Zentrums „Medizin – Ethik – Recht“ Halle (Saale)[11]
- Mitglied im FINE Advisory Board (European Federation of Educators in Nursing Science)[12]
- Mitglied im wissenschaftlichen Beirat des Deutschen Zentrums für Altersfragen[13]
- Mitglied im wissenschaftlichen Beirat des Instituts für Public Health und Pflegeforschung IPP der Universität Bremen[14]
- Mitglied External Advisory Board of Nursing Research, Innovation and Development Centre of Lisbon (CIDNUR) Portugal[15]
- Schriftleitung der Zeitschrift für Evidenz, Fortbildung und Qualität im Gesundheitswesen (ZEFQ)[16]
- Mitherausgeberin der PFLEGE – Die wissenschaftliche Zeitschrift (2010–2025)
- Präsidentin of the European Academy of Nursing Science (EANS) (2018–2024)
- Mitglied im Sachverständigenrat zur Begutachtung der Entwicklung im Gesundheitswesen (2015–2023)
- Mitglied des Deutschen Ethikrates (2016–2018)
- Erste Vorsitzende Netzwerk Evidenzbasierte Medizin (2013–2015)